# Chytonix imitans
Chytonix imitans là một loài bướm đêm trong họ Noctuidae.